# Eudo Zouche
Eudo Zouche (auch Eudo II. oder Eon Zouche; * 1298; † 27. April 1326 in Paris) war ein englischer Adliger. 
Er entstammte der Familie Zouche und war der älteste Sohn von William Zouche, 1. Baron Zouche of Haryngworth und von Maud Lovel. Um 1317 heiratete er Joan, Tochter und Erbin von Sir William Inge und von Margarey Inge. Sein Schwiegervater war Oberster Richter des Court of King’s Bench, und seine Schwiegermutter war eine Tochter und Miterbin von Henry Grapinel aus Essex. Damit konnten Joan und seine Frau nach dem Tod von William Inge 1322 ein Erbe antreten, dass Güter in acht Grafschaften von Essex bis Hampshire umfasste. Im selben Jahr kämpfte Eudo als Gefolgsmann von Hugh le Despenser in der Schlacht bei Boroughbridge. Im Februar 1326 wurde er jedoch in eine Fehde seiner Cousins in Leicestershire gegen deren Nachbarn verwickelt, bei der der Richter Roger Beler ermordet wurde. Eudo Zouche floh nach Paris, wo er starb. Er wurde in der Augustiner-Eremitenkirche in Paris begraben.

## Heirat und Nachkommen
Er heiratete Joan Inge, Tochter von William Inge, vor Juni 1322.  Aus dieser Ehe hatte er mindestens einen Sohn:
- William Zouche, 2. Baron Zouche of Haryngworth